# Diamond Eyes (песня Deftones)
Diamond Eyes (с англ. — «Алмазные глаза») — песня группы Deftones, выпущенная как первый сингл с одноимённого альбома.

## Выпуск
3 марта 2010 года Deftones опубликовали трек-лист альбома Diamond Eyes на своём официальном сайте, а также объявили, что 23 марта для цифрового скачивания выйдет следующий сингл, заглавный трек альбома. 16 марта, первый тизер-трейлер в трёхчастной последовательности был размещен на веб-сайте с изображением обложки нового альбома в сопровождении клипов сингла «Diamond Eyes». 23 марта «Diamond Eyes» был выпущен для цифровой загрузки.
В декабре 2010 года «Diamond Eyes» был ремикширован проектом гитариста Deftones Стивена Карпентера, Sol Invicto. Ремикс был выпущен для скачивания за $ 0,99, а все доходы были направлены Чи Ченгу на оплату больничных счетов.
9 апреля 2010 года Deftones разместили рекламный трейлер музыкального видеоклипа для «Diamond Eyes» на своём официальном сайте, а видео было выпущено 13 апреля. Режиссёром фильма был Роберт Шобер, также известный как Roboshobo.

## Прием
Песня «Diamond Eyes» была положительно принята фанатами и критиками. Песня была охарактеризована как ню-метал и сравнивалась с материалом альбома Around the Fur. Брейкдаун, который закрывает трек был описан как один из самых тяжелых риффов, когда либо написанных Deftones.

## Чарты
| Чарт (2010)                          | Номер позиции |
| ------------------------------------ | ------------- |
| US Alternative Songs (Billboard)     | 16            |
| US Mainstream Rock Songs (Billboard) | 10            |
| US Rock Songs (Billboard)            | 14            |

## Участники записи
- Чино Морено — вокал
- Стивен Карпентер — гитара
- Серхио Вега — бас-гитара
- Фрэнк Делгадо — сэмплирование
- Эйб Каннингем — барабаны
- Ник Рэскаленикс — продюсер